# 入谷朝顔まつり
入谷朝顔まつり（いりやあさがおまつり）は、毎年、七夕の季節に東京都台東区下谷の入谷鬼子母神（真源寺）とその界隈で開催される朝顔祭り。

## 概要

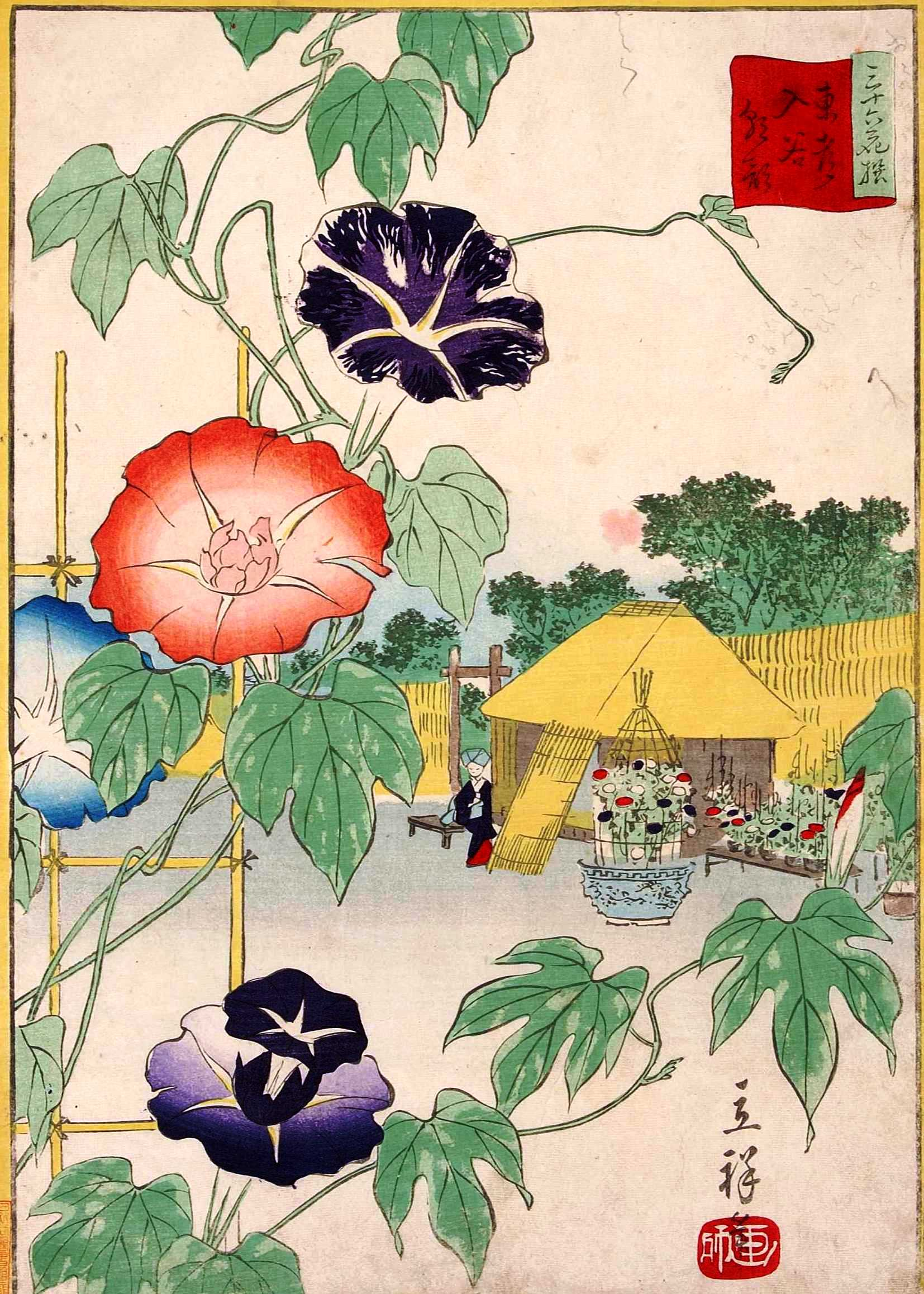
江戸幕末期の入谷朝顔市。歌川広重画

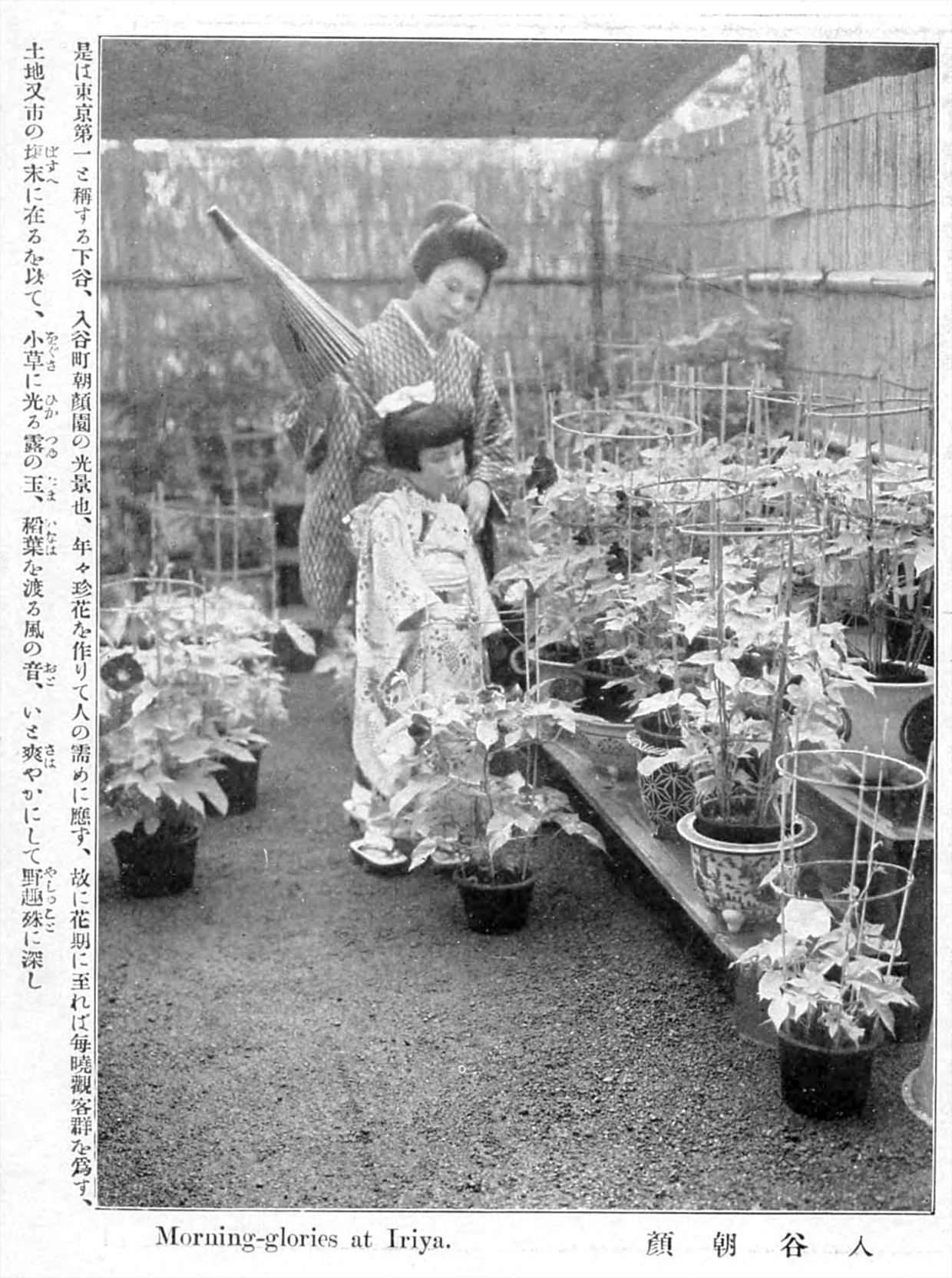
明治時代の入谷朝顔市

入谷鬼子母神（いりやきしもじん）の境内とその付近の歩道で開催される朝顔祭りで、市の期間中にお参りすると朝顔の造花がついた子育お守りが貰えるという。およそ12万鉢の朝顔が並べられる。江戸時代の後期から行われていたが、1948年に復活し、現在は復活から60年以上の歴史がある。
1913年、東京市は都市化の進展などのために中止し、1948年に復活した。第2次大戦後の再開以来、開催が中止されたのは東日本大震災のために1回、新型コロナウイルス感染拡大防止のために2回、あわせて3回。

## 沿革
- 1948年（昭和23年） - 復活[1]
- 2015年（平成27年） - 第66回 開催[3]

## 会場
- 東京都台東区下谷1-12-16 入谷鬼子母神（真源寺）とその界隈

## 主催
- 入谷観光連盟・入谷朝顔実行委員会[3]

## 期間
- 毎年 7月初旬の3日間

（2015年の場合、7月6日・7日・8日）

## アクセス
- 東京メトロ・入谷駅より徒歩1分
- JR東日本山手線・鶯谷駅より徒歩10分

## 入谷朝顔まつりを舞台とする作品
- 夢幻花 - 東野圭吾の推理小説